# 田辺哲夫 (考古学者)
田辺 哲夫（たなべ てつお、1924年12月1日 - 2000年10月9日）は、日本の考古学者、教育者。

## 来歴
熊本県に生まれる。
熊本県立玉名中学校（現・熊本県立玉名高等学校・附属中学校、1942年卒業）を経て、広島高等師範学校を卒業した。
教員となり、京都師範学校、母校である熊本県立玉名高等学校で勤務の後、熊本県立小国高等学校で教頭・指導主事・主幹を、玉名高等学校、熊本県立第一高等学校、熊本高等学校で校長を務めた。熊本県庁で初代の文化課長を務めたこともある。
教員業の傍ら考古学者としての活動をおこない、九州各地の古墳などを調査した。県文化課長時代は遺跡の保護に力を尽くした。
1996年には、長年にわたる考古学への功績を評価されて熊本日日新聞社の熊日賞を受賞した。
死去まで玉名市の博物館の館長を務めていた。2000年10月9日、肺癌のため死去。